# Eulimnichus sharpi
Eulimnichus sharpi är en skalbaggsart som beskrevs av Wooldridge 1979. Eulimnichus sharpi ingår i släktet Eulimnichus och familjen lerstrandbaggar. Inga underarter finns listade i Catalogue of Life.